# Polarisierbarkeit des Nukleons
Für Nukleonen gehört die Polarisierbarkeit zu den fundamentalen Strukturkonstanten, neben der Masse, der elektrischen Ladung, dem Spin und dem magnetischen Moment.
Die elektrische Polarisierbarkeit ist ein Maß für die Verschiebbarkeit von positiver relativ zu negativer Ladung in Atomen und Molekülen beim Anlegen eines äußeren elektrischen Feldes. Da ein elektrisches Dipolmoment induziert wird, spricht man von Verschiebungspolarisation. Je höher also die Polarisierbarkeit ist, desto leichter lässt sich ein Dipolmoment durch ein elektrisches Feld induzieren.

## Übersicht
Der Vorschlag, die Polarisierbarkeiten des Nukleons zu messen, wurde erstmals in den 1950er Jahren gemacht. Zwei experimentelle Optionen wurden betrachtet: Einerseits die Compton-Streuung am Proton und andererseits die Streuung langsamer Neutronen im Coulombfeld schwerer Atomkerne. Die Idee war, dass die Pionwolke unter dem Einfluss eines elektrischen Feldvektors ein elektrisches Dipolmoment erhält, das proportional zur elektrischen Polarisierbarkeit ist. Nach der Entdeckung der Photoanregung der Δ-Resonanz wurde offensichtlich, dass das Nukleon auch einen starken Paramagnetismus aufweisen müsse, der auf einem virtuellen Spin-Flip-Übergang eines der Konstituentenquarks beruht. Dieser wird durch den magnetischen Feldvektor eines reellen Photons in einem Compton-Streuexperiment angeregt. Die Experimente zeigten jedoch, dass der erwartete starke Paramagnetismus nicht vorhanden ist.
Offensichtlich existiert ein starker Diamagnetismus, der den Paramagnetismus kompensiert. Obgleich diese Erklärung sehr nahaliegend ist, war für sehr lange Zeit unklar, wie der Diamagnetismus sich anhand der Struktur des Nukleons erklären lässt. Eine Lösung des Problems wurde erst gefunden als gezeigt wurde, dass der Diamagnetismus eine Eigenschaft der Struktur der Konstituentenquarks ist. In der Rückschau ist diese Erklärung eigentlich nicht überraschend, weil die Konstituentenquarks ihre Masse hauptsächlich durch Wechselwirkung mit dem QCD-Vakuum erhalten, indem sie ein σ-Meson mit diesem austauschen. Dieser Mechanismus wird vom linearen σ-Model auf dem Quark-Niveau (QLLσM) vorhergesagt, das darüber hinaus eine Masse von mσ = 666 MeV für das σ-Meson vorhersagt. Das σ-Meson hat die Möglichkeit mit zwei Photonen in Wechselwirkung zu treten, die sich im Zustand paralleler linearer Polarisation befinden. Wie im Folgenden gezeigt wird, trägt das σ-Meson als Teil der Struktur der Konstituentenquarks zur Compton-Streuung bei und  erzeugt als Folge davon den größten Teil der elektrischen Polarisierbarkeit und die gesamte diamagnetische Polarisierbarkeit.

## Definition der elektromagnetischen Polarisierbarkeiten
Ein Nukleon in einem elektrischen Feld {\displaystyle {\vec {E}}\epsilon _{0}={\vec {D}}} erhält ein elektrisches Dipolmoment {\displaystyle {\vec {d}}} und in einem magnetischen Feld {\displaystyle {\vec {H}}\mu _{0}={\vec {B}}} ein magnetisches Dipolmoment {\displaystyle {\vec {m}}}:
{\displaystyle {\vec {d}}\,\,=4\pi \,\alpha \,{\vec {D}}}
{\displaystyle {\vec {m}}=4\pi \,\beta \,{\vec {H}}.}
Die Proportionalitätskonstanten {\displaystyle \alpha } und {\displaystyle \beta } (manchmal auch als {\displaystyle \alpha _{m}} abgekürzt) werden als elektrische bzw. magnetische Polarisierbarkeit bezeichnet und in Einheiten eines Volumens gemessen, d. h. in Einheiten von fm3 (1 fm= 10−15 m).
Hier liegt ein Einheitensystem zugrunde, in dem die Elementarladung {\displaystyle e} durch {\displaystyle e^{2}/4\pi =\alpha _{e}=1/137{,}04} gegeben ist (vgl. Feinstrukturkonstante). Der Faktor {\displaystyle 4\pi } berücksichtigt, dass die Polarisierbarkeiten im Gaußschen Maßsystem definiert wurden.
Die Polarisierbarkeiten können als Maß für die Reaktion der Nukleonstruktur auf die Felder verstanden werden, die von einem reellen oder virtuellen Photon zur Verfügung gestellt werden. Es ist evident, dass ein zweites Photon benötigt wird, um die Polarisierbarkeiten zu messen. Dies kann durch die Beziehung
{\displaystyle \delta W=-{\frac {1}{2}}\,({\vec {d}}\,{\vec {D}}+\,{\vec {m}}\,{\vec {H}})}
dargestellt werden, in der {\displaystyle \delta W} die Energieänderung bedeutet, die bei Anwesenheit des Nukleons in dem Feld auftritt.

## Moden der Zweiphoton-Reaktionen und experimentelle Methoden
Statische elektrische Felder ausreichender Stärke werden vom Coulombfeld schwerer Kerne zur Verfügung gestellt. Deshalb kann die elektrische Polarisierbarkeit des Neutrons durch Streuung langsamer Neutronen im elektrischen Feld {\displaystyle {\vec {E}}} des Pb-Kerns gemessen werden. Das Neutron besitzt keine elektrische Ladung. Deshalb benötigt man die gleichzeitige Wechselwirkung zweier elektrischer Feldvektoren (zwei virtuelle Photonen), um eine Ablenkung des Neutrons herbeizuführen. Die elektrische Polarisierbarkeit kann dann aus dem differentiellen Wirkungsquerschnitt bei kleinen Ablenkungswinkeln ermittelt werden. Eine weitere Möglichkeit bietet die Compton-Streuung reeller Photonen am Nukleon, wobei während des Streuprozesses zwei elektrische und zwei magnetische Feldvektoren gleichzeitig mit dem Nukleon in Wechselwirkung treten.
Wie oben dargestellt, werden zur experimentellen Messung der Polarisierbarkeiten des Nukleons zwei Photonen benötigt, die gleichzeitig mit den elektrischen Bestandteilen des Nukleons in Wechselwirkung treten. Diese Photonen können in parallelen oder senkrechten Ebenen linear polarisiert sein. Diese beiden Moden entsprechen der Messung der Polarisierbarkeiten {\displaystyle \alpha }, {\displaystyle \beta } bzw. der Spinpolarisierbarkeiten {\displaystyle \gamma }. Die Spinpolarisierbarkeiten sind nur dann von Null verschieden, wenn das Teilchen einen Spin besitzt.
Insgesamt liefern diese experimentellen Optionen sechs Kombinationen von zwei elektrischen und zwei magnetischen Feldvektoren. Diese werden in den folgenden zwei Gleichungen beschrieben:
- Photonen in parallelen Ebenen der Linearpolarisation:

{\displaystyle ({\text{Fall}}\,1)\,\,\alpha :\,\,\,\,{\vec {E}}\uparrow \uparrow {\vec {E}}'\quad \quad ({\text{Fall}}\,2)\,\,\beta :\,{\vec {H}}\rightarrow \rightarrow {\vec {H}}'\quad \,({\text{Fall}}\,\,3)\,\,-\beta :\,{\vec {H}}\rightarrow \leftarrow {\vec {H}}'}
- Photonen in senkrechten Ebenen der Linearpolarisation:

{\displaystyle ({\text{Fall}}\,\,4)\,\,\gamma _{E}:{\vec {E}}\uparrow \rightarrow {\vec {E}}'\quad \,\,({\text{Fall}}\,\,5)\,\,\gamma _{H}:{\vec {H}}\rightarrow \downarrow {\vec {H}}'\quad \,\,({\text{Fall}}\,\,6)\,\,-\gamma _{H}:{\vec {H}}\rightarrow \uparrow {\vec {H}}'}
Fall (1) entspricht der Messung der elektrischen Polarisierbarkeit {\displaystyle \alpha } mittels zweier elektrischer Feldvektoren {\displaystyle {\vec {E}}}. Diese parallelen elektrischen Feldvektoren können entweder als longitudinale Photonen vom Coulombfeld eines schweren Kerns zur Verfügung gestellt werden, oder durch Compton-Streuung in die Vorwärtsrichtung, oder durch Reflexion des Photons um 180°. Reelle Photonen stellen gleichzeitig transversale elektrische {\displaystyle {\vec {E}}}- und magnetische {\displaystyle {\vec {H}}}-Feldvektoren zur Verfügung. Dies bedeutet, dass in einem Compton-Streuexperiment Linearkombinationen aus elektrischen und magnetischen Polarisierbarkeiten und Linearkombinationen aus elektrischen und magnetischen Spinpolarisierbarkeiten gemessen werden. Die Kombination von Fall (1) und Fall (2) führt zu der Messung von {\displaystyle \alpha +\beta } und wird bei der Compton-Streuung in Vorwärtsrichtung beobachtet. Die Kombination von Fall (1) und Fall (3) führt zur Messung von {\displaystyle \alpha -\beta } und wird bei der Compton-Streuung in Rückwärtsrichtung beobachtet. Die Kombination von Fall (4) und Fall (5) führt zur Messung von {\displaystyle \gamma _{0}\equiv \gamma _{E}+\gamma _{H}}
und wird bei der Compton-Streuung in Vorwärtsrichtung beobachtet. Die Kombination von Fall (4) und Fall (6) führt zur Messung von {\displaystyle \gamma _{\pi }\equiv \gamma _{E}-\gamma _{H}} und wird bei der Compton-Streuung in Rückwärtsrichtung beobachtet.
Compton-Streuexperimente exakt in Vorwärtsrichtung und exakt in Rückwärtsrichtung sind aus technischen Gründen nicht möglich. Deshalb müssen die entsprechenden Messgrößen aus Compton-Streuexperimenten bei mittleren Winkeln entnommen werden.

## Experimentelle Ergebnisse
Die experimentellen Polarisierbarkeiten des Protons {\displaystyle (p)} und des Neutrons {\displaystyle (n)} können folgendermaßen zusammengefasst werden:
{\displaystyle \alpha _{p}=12{,}0\pm 0{,}6,\quad \beta _{p}=1{,}9\mp 0{,}6,\quad \alpha _{n}=12{,}5\pm 1{,}7,\quad \beta _{n}=2{,}7\mp 1{,}8\,{\text{ in Einheiten von}}\,\,10^{-4}\,{\rm {fm}}^{3}}.
Die Spinpolarisierbarkeiten des Protons und des Neutrons sind
{\displaystyle \gamma _{\pi }^{(p)}=-36{,}4\pm 1{,}5,\quad \gamma _{\pi }^{(n)}=58{,}6\pm 4{,}0\,{\text{ in Einheiten von}}\,\,10^{-4}\,{\rm {fm}}^{4}}.
Die experimentellen Polarisierbarkeiten des Protons wurden als Mittelwert der Ergebnisse einer größeren Anzahl von Compton-Streuexperimenten ermittelt. Die experimentelle elektrische Polarisierbarkeit des Neutrons ist der Mittelwert eines Ergebnisses einer elektromagnetischen Streuung von Neutronen im Coulomb-Feld eines Blei-Kerns und eines Compton-Streuexperimentes an einem quasifreien Neutron, d. h. einem Neutron, das während des Streuprozesses von einem Deuteron abgelöst wird. Die beiden Ergebnisse sind:
{\displaystyle \alpha _{n}=12{,}6\pm 2{,}5} aus der elektromagnetischen Streuung langsamer Neutronen im elektrischen Feld eines Pb-Kerns, und
{\displaystyle \alpha _{n}=12{,}5\pm 2{,}3} aus der quasifreien Comptonstreuung an einem Neutron, das anfänglich in einem Deuteron gebunden war.
Der oben angegebene Mittelwert wurde aus diesen beiden Ergebnissen errechnet.
Ferner gibt es laufende Experimente an der Universität Lund (Schweden), in denen die elektrische Polarisierbarkeit des Neutrons durch Compton-Streuung am Deuteron bestimmt wird.

## Berechnung der Polarisierbarkeiten
Kürzlich wurden große Fortschritte darin erzielt, den totalen Photoabsorptionsquerschnitt in Teile zu zerlegen, die nach dem Spin, dem Isospin und der Parität des Zwischenzustandes unterschieden sind. Diese Zerlegung beruht auf den Meson-Photoproduktions-Amplitudes von Drechsel et al. Der Spin des Zwischenzustandes kann {\displaystyle s=1/2} oder {\displaystyle s=3/2} betragen, abhängig von den Spinrichtungen von Photon und Nukleon im Anfangszustand. Die Paritätsänderung beim Übergang vom Grundzustand zum Zwischenzustand beträgt {\displaystyle \Delta P={\text{yes}}} für die Multipole {\displaystyle E1,\,M2,\ldots } und {\displaystyle \Delta P={\text{no}}} für die Multipole {\displaystyle M1,\,E2,\ldots }. Berechnet man jetzt die partiellen Wirkungsquerschnitte für die Photoabsorption aus den Photomeson-Daten, so lassen sich die folgenden Summenregeln auswerten:
{\displaystyle \alpha +\beta ={\frac {1}{2\pi ^{2}}}\int _{\omega _{0}}^{\infty }{\frac {\sigma _{\rm {tot}}(\omega )}{\omega ^{2}}}d\omega },
{\displaystyle \alpha -\beta ={\frac {1}{2\pi ^{2}}}\int _{\omega _{0}}^{\infty }{\sqrt {1+{\frac {2\omega }{m}}}}\left[\sigma (\omega ,E1,M2,\ldots )-\sigma (\omega ,M1,E2,\ldots )\right]{\frac {d\omega }{\omega ^{2}}}+(\alpha -\beta )^{t}},
{\displaystyle \gamma _{0}=-{\frac {1}{4\pi ^{2}}}\int _{\omega _{0}}^{\infty }{\frac {\sigma _{3/2}(\omega )-\sigma _{1/2}(\omega )}{\omega ^{3}}}d\omega },
{\displaystyle \gamma _{\pi }={\frac {1}{4\pi ^{2}}}\int _{\omega _{0}}^{\infty }{\sqrt {1+{\frac {2\omega }{m}}}}\left(1+{\frac {\omega }{m}}\right)\sum _{n}P_{n}[\sigma _{3/2}^{n}(\omega )-\sigma _{1/2}^{n}(\omega )]{\frac {d\omega }{\omega ^{3}}}+\gamma _{\pi }^{t}},
{\displaystyle P_{n}=-1\,{\text{bei}}\,E1,M2,\ldots \,{\text{Multipolen und}}\,P_{n}=+1\,{\text{bei}}\,M1,E2,\ldots \,{\text{Multipolen}}}.
{\displaystyle (\alpha -\beta )^{t}={\frac {1}{2\pi }}\left[{\frac {g_{\sigma NN}{M}(\sigma \to \gamma \gamma )}{m_{\sigma }^{2}}}+{\frac {g_{f_{0}NN}{M}(f_{0}\to \gamma \gamma )}{m_{f_{0}}^{2}}}+{\frac {g_{a_{0}NN}{M}(a_{0}\to \gamma \gamma )}{m_{a_{0}}^{2}}}\tau _{3}\right]},
{\displaystyle \gamma _{\pi }^{t}={\frac {1}{2\pi m}}\left[{\frac {g_{\pi NN}{M}(\pi ^{0}\to \gamma \gamma )}{m_{\pi ^{0}}^{2}}}\tau _{3}+{\frac {g_{\eta NN}{M}(f_{0}\to \gamma \gamma )}{m_{\eta }^{2}}}+{\frac {g_{\eta 'NN}{M}(a_{0}\to \gamma \gamma )}{m_{\eta '}^{2}}}\right]},
worin {\displaystyle \omega } die Photonenergie im Laborsystem ist.
Die Summenregeln für {\displaystyle \alpha +\beta } und {\displaystyle \gamma _{0}} hängen nur von den Freiheitsgraden (Anregungszuständen) des Nukleons ab, während die Summenregeln für {\displaystyle \alpha -\beta } und {\displaystyle \gamma _{\pi }} um die Terme {\displaystyle (\alpha -\beta )^{t}} bzw. {\displaystyle \gamma _{\pi }^{t}} ergänzt werden müssen.  Diese Terme sind die {\displaystyle t}-Kanal-Beiträge. Sie können als Beiträge der skalaren und pseudoskalaren Mesonen aufgefasst werden, die als Bestandteile der Konstituenten-Quarks im Nukleon vorliegen. Die Summenregel für {\displaystyle \alpha +\beta } hängt vom totalen Photoabsorptions-Querschnitt ab und erfordert deshalb keine Zerlegung nach Quantenzahlen. Die Summenregel für {\displaystyle \alpha -\beta } erfordert eine Zerlegung hinsichtlich des Paritätswechsels des Übergangs in den Zwischenzustand. Die Summenregel für {\displaystyle \gamma _{0}} erfordert eine Zerlegung hinsichtlich des Spins des Zwischenzustandes. Die Summenregel für {\displaystyle \gamma _{\pi }} erfordert eine Zerlegung hinsichtlich des Spins und des Paritätswechsels. Die {\displaystyle t}-Kanal-Beiträge hängen von den skalaren und pseudoskalaren Mesonen ab, die (i) Bestandteile der Struktur der Konstituentenquarks sind und (ii) an zwei Photonen koppeln können. Diese sind die Mesonen {\displaystyle \sigma (600)}, {\displaystyle f_{0}(980)} und {\displaystyle a_{0}(980)} im Falle von {\displaystyle (\alpha -\beta )^{t}}, und die Mesonen {\displaystyle \pi ^{0}}, {\displaystyle \eta } und {\displaystyle \eta '} im Falle von {\displaystyle \gamma _{\pi }^{t}}. Die bei weitem größten Anteile werden von dem σ- und dem {\displaystyle \pi ^{0}}- Meson beigetragen, während die anderen Mesonen nur kleine Korrekturen liefern.

## Ergebnisse der Berechnungen
Die Resultate der Rechnungen sind in den folgenden acht Gleichungen zusammengefasst:
{\displaystyle \alpha _{p}=\,+4{,}5\,{\text{(nucleon)}}+7{,}5\,{\text{(const. quark)}}=+12{,}0}
{\displaystyle \beta _{p}=\,+9{,}4\,{\text{(nucleon)}}-7{,}5\,{\text{(const. quark)}}=\,+1{,}9}
{\displaystyle \alpha _{n}=\,+5{,}1\,{\text{(nucleon)}}+8{,}3\,{\text{(const. quark)}}=+13{,}4}
{\displaystyle \beta _{n}=+10{,}1\,{\text{(nucleon)}}-8{,}3\,{\text{(const. quark)}}=\,+1{,}8\,{\text{in Einheiten von}}\,10^{-4}\ {\rm {fm}}^{3}}
{\displaystyle \gamma _{0}^{(p)}=\,-0{,}58\pm 0{,}20\,{\text{(nucleon)}}}
{\displaystyle \gamma _{0}^{(n)}=\,+0{,}38\pm 0{,}22\,{\text{(nucleon)}}}
{\displaystyle \gamma _{\pi }^{(p)}=\,+8.5\,{\text{(nucleon)}}-45{,}1\,{\text{(const. quark)}}=-36{,}6}
{\displaystyle \gamma _{\pi }^{(n)}=+10{,}0\,{\text{(nucleon)}}+48{,}3\,{\text{(const. quark)}}=+58{,}3\,{\text{in Einheiten von}}\,10^{-4}\ {\rm {fm}}^{4}}
Die elektrischen Polarisierbarkeiten {\displaystyle \alpha _{p}} und {\displaystyle \alpha _{n}} bestehen hauptsächlich aus einer kleineren Komponente, die auf die „Pionenwolke“ (nucleon) zurückzuführen ist, und einer größeren Komponente, die auf dem {\displaystyle \sigma }-Meson als Teil der Struktur der Konstituenten-Quarks (const. quark) beruht. Die magnetischen Polarisierbarkeiten {\displaystyle \beta _{p}} und {\displaystyle \beta _{n}} haben einen paramagnetischen Anteil, der mit der Spinstruktur des Nukleons zusammenhängt (nucleon) und einen nur wenig kleineren diamagnetischen Anteil, der vom {\displaystyle \sigma }-Meson als Teil der Struktur der Konstituenten-Quarks beigetragen wird (const. quark). Die Beiträge des {\displaystyle \sigma }-Mesons werden durch kleine Korrekturen ergänzt, die von den Mesonen {\displaystyle f_{0}(980)} und {\displaystyle a_{0}(980)} beigetragen werden.
Die Spinpolarisierbarkeiten {\displaystyle \gamma _{0}^{(p)}} und {\displaystyle \gamma _{0}^{(n)}} werden bestimmt durch eine destruktive Interferenz einer Komponente, die auf der Pionenwolke beruht mit einer Komponente, die auf dem Nukleonspin beruht. Die unterschiedlichen Vorzeichen für das Proton und das Neutron beruhen auf dieser destruktiven Interferenz. Die Spinpolarisierbarkeiten {\displaystyle \gamma _{\pi }^{(p)}} und {\displaystyle \gamma _{\pi }^{(n)}} besitzen eine kleinere Komponente, die auf der Struktur des Nukleons (nucleon) beruht und einer größeren Komponente, die auf den pseudoskalaren Mesonen {\displaystyle \pi ^{0}}, {\displaystyle \eta } und {\displaystyle \eta '} als Bestandteil der Struktur der Konstituentenquarks (const. quark) beruht.
Die Übereinstimmung mit den experimentellen Daten ist in allen acht Fällen exzellent.